# Sideshow Bob
Robert Onderdonk Terwilliger Jr., bedre kendt under sit kunstnernavn Sideshow Bob, er en fiktiv person i The Simpsons. Han bliver indtalt af Kelsey Grammer. 
Han er kendt for sine abnormt store fødder og hår, hvilket på det nærmeste giver ham et udseende af et palmetræ.
Oprindeligt var han Krusty the Klowns sidekick i børneserien Krusty The Clown Show og blev ofte fyret ud af en kanon. Dette fik ham til at hævne sig på Krusty ved at få ham beskyldt for et røveri. Bart Simpson fandt dog ud af, hvem den rigtige forbryder var og fik dermed den uskyldige klovn løsladt. Således blev Bart ærkefjende for Sideshow Bob.
Siden er manden blevet en forbryderisk galning med morderiske tendenser, men har endnu ikke formået rent faktisk at gennemføre et mord.
Efterfølgende har han valgt at flytte til den italienske region Toscana. Byen blev valgt mere eller mindre tilfældigt, da han først ville vælge et nyt sted ved at stikke en kniv i en globus. Men han var ikke tilfreds med valget – så han valgte bare Toscana.
I udlandet har giftet sig og desuden fået et barn, der slægter sin fars udseende ret meget på.
Under familien Simpsons ferie i byen var han blevet udnævnt til borgmester. Dette var dog kun indtil Lisa tilfældigvis passerede ham, men snublede og greb fat i Bobs tøj. Hun rev åbenbart så hårdt, at det røg af ham og afslørede hans amerikanske fangedragt, som han bar inde under. Epispoden førte til at hele hans familie nu er gået sammen i jagten på familien Simpson.